# Кот, Викентий
Вике́нтий Кот (пол. Wincenty Kot; 1395—1448) — польский римско-католический и государственный деятель, подканцлер коронный (1433—1437), гнезненский архиепископ и примас Польши (с 1437).

## Биография
Представитель польского шляхетского рода «Долива».
С 1433 года подканцлер короны, принимал большое участие во всех начинаниях польского правительства того времени. После гибели Владислава в битве при Варне Викентий Кот, вместе с краковским епископом Збигневом Олесницким, ездил к великому князю литовскому Казимиру Ягеллончику, чтобы возвести его на польский королевский престол. Он был ярым противником гуситства.